# Едігер-Еллер
Едігер-Еллер (нім. Ediger-Eller) — громада в Німеччині, розташована в землі Рейнланд-Пфальц. Входить до складу району Кохем-Целль. Складова частина об'єднання громад Кохем.
Площа — 19,13 км2. Населення становить 892 ос. (станом на 31 грудня 2020).